# Teems

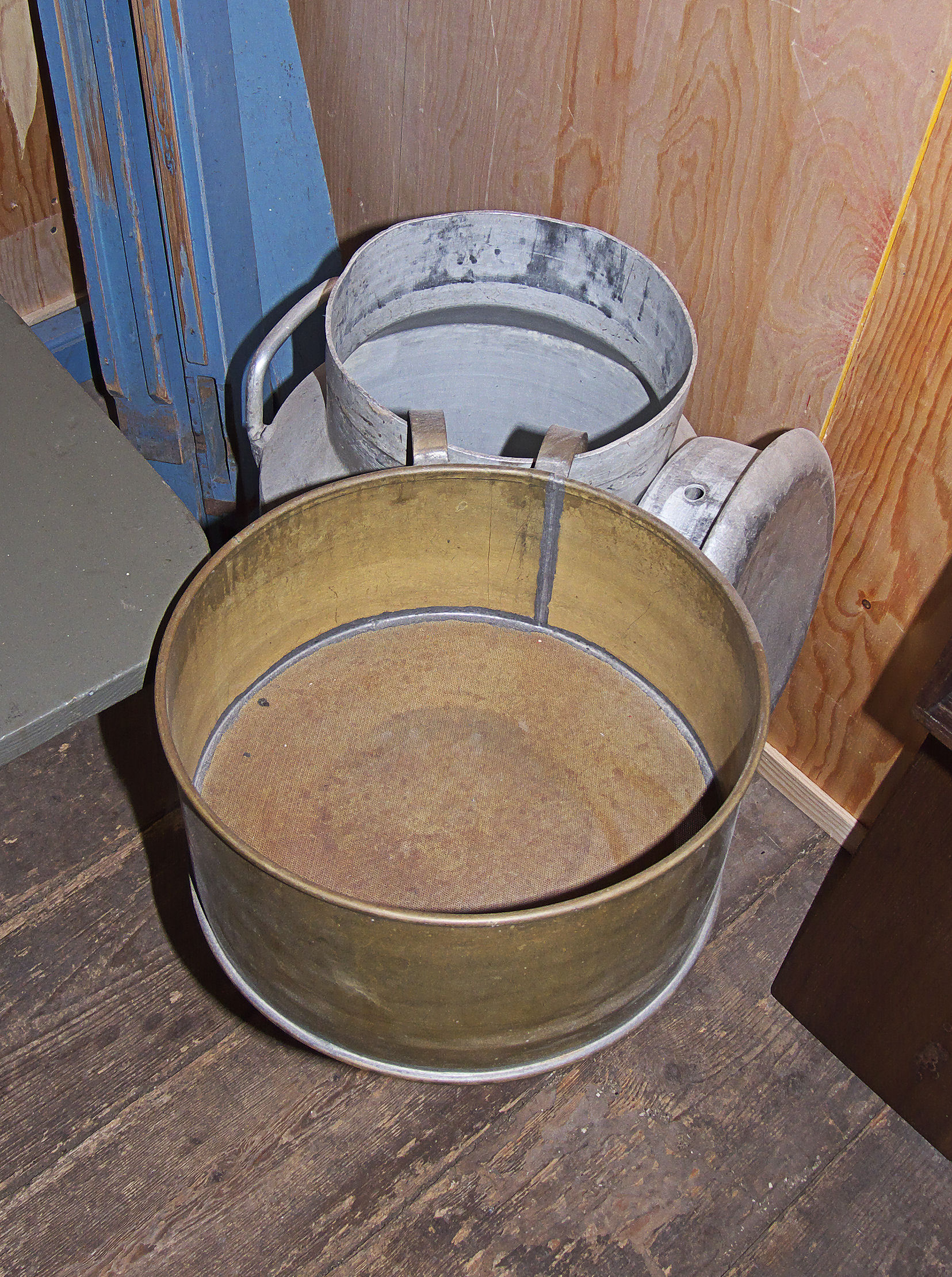
Melkbus met teems

Een teems of melkzeef is een trechter met een zeef die op een melkbus gezet kan worden. Verse met de hand gemolken melk werd er vanuit de melkemmer ter reiniging doorheen gegoten. Een teems werd van koper, verzinkt ijzer en later aluminium gemaakt. De eigenlijke zeef is van kopergaas. Onder de zeef werd een filter van watten geklemd. Ongerechtigheden uit de melk bleven achter op de zeef of in het filtermateriaal.
Omdat de diameter van de zeef groter moet zijn dan die van de opening van de melkbus, teneinde het morsen en de doorstroomsnelheid niet te laag te hebben, zit onder de zeef een trechtervormig overgangsstuk. Het (verouderde) gezegde: 'Zo lek als een teems' spreekt voor zich.
Sinds koeien met een melkmachine of melkrobot gemolken worden gaat de melk rechtstreeks naar een melkkoeltank en is een teems overbodig.
'Teems' is een vroeg Nederlands woord met een Latijnse oorsprong (tamisium).